# Куликов Леонід Денисович
Леонід Денисович Кулико́в (нар. 7 березня 1913, Харків — пом. ?) — український радянський архітектор. Батько скульптора Євгена Куликова.

## Біографія
Народився 7 березня 1913 року в місті Харкові (нині Україна). 1941 року закінчив Харківський інститут інженерів комунального будівництва; 1945 року — Московський архітектурний інститут.
Працював у архітектурно-проєктних установах Києва. 1995 року виїхав до Німеччини.

## Архітектурна діяльність
Основні споруди у Києві:
- Будинки Міністерств культури УРСР та Міністерства сільського господарства УРСР (1954—1956, у співавторстві з Віктором Єлізаровим, Вадимом Созанським, Миколою Шилом).
- Житлові будинки на вулиці 9 січня, на бульварі Тараса Шевченка (1952—1956), на Русанівському масиві (1965, у співавторстві).
- Критий ринок у Дарниці (1950—1954).
- Навчальний корпус Вищої партійної школи у Рильському провулку (1952—1955).

Розробив проєкт типових уніфікованих житлових секцій для СРСР (затверджено у 1955 році).